# Sons of Anarchy (7.ª temporada)
A sétima e última temporada de Sons of Anarchy, uma série dramática de televisão dos Estados Unidos, estreou em 9 de setembro de 2014 e terminou em 9 de dezembro de 2014, com 13 episódios exibidos no canal FX. Criada por Kurt Sutter, a série se passa em Charming, uma cidade fictícia no Vale Central da Califórnia, e acompanha a vida de um clube de motociclistas fora da lei. O protagonista Jackson "Jax" Teller, interpretado por Charlie Hunnam, é o presidente do clube, que começa a questionar o clube e a si mesmo.
Sons of Anarchy é a história da família Teller-Morrow de Charming, Califórnia, bem como de outros membros do Sons of Anarchy Motorcycle Club Redwood Original (SAMCRO), suas famílias, vários moradores de Charming, gangues aliadas e rivais, associados, e agências legais que minam ou apóiam os empreendimentos legais e ilegais de SAMCRO.

## Sinopse
Jax enfrenta dificuldades com sua recente perda e se entrega às autoridades. Enquanto está na prisão, Jax toma decisões que alteram radicalmente a direção do clube e o utiliza para se vingar pela morte de sua esposa. Com a morte de Bobby na guerra subsequente, o ódio e as mentiras são alimentados, criados por Gemma e Juice, que estão fugindo e se escondendo do clube. Após Jax descobrir a verdade, ele trabalha para corrigir as coisas com todas as partes envolvidas. A série termina com Jax fazendo o sacrifício final para concluir sua parte na história da SAMCRO e cumprir a visão de seu pai.

## Elenco e personagens

### Elenco principal
- Charlie Hunnam como Jackson "Jax" Teller
- Katey Sagal como Gemma Teller Morrow
- Mark Boone Junior como Robert "Bobby Elvis" Munson
- Dayton Callie como Wayne Unser
- Kim Coates como Alex "Tig" Trager
- Tommy Flanagan como Filip "Chibs" Telford
- Theo Rossi como Juan-Carlos "Juice" Ortiz
- David LaBrava como Happy Lowman
- Niko Nicotera como George "Ratboy" Skogstorm
- Drea de Matteo como Wendy Case
- Jimmy Smits como Nero Padilla

### Convidados especiais
- Annabeth Gish como Althea Jarry
- Kenneth Choi como Henry Lin
- Courtney Love como Sra. Harrison
- Peter Weller como Charles Barosky
- Walton Goggins como Venus Van Dam
- CCH Pounder como Tyne Patterson
- Michael Chiklis como Milo
- Robert Patrick como Les Packer

### Elenco recorrente
- Rusty Coones como Rane Quinn
- Hayley McFarland como Brooke Putner
- Mo McRae como Tyler Yost
- Michael Ornstein como Chuck Marstein
- Jacob Vargas como Allesandro Montez
- Marilyn Manson como Ron Tully
- Winter Ave Zoli como Lyla Winston
- Ivo Nandi como Oscar "El Oso" Ramos
- Emilio Rivera como Marcus Alvarez
- April Grace como Loutreesha Haddem
- Arjay Smith como Grant McQueen
- Michael Beach como T.O. Cross
- Marya Delver como Oficial Candy Eglee
- Mathew St. Patrick como Moses Cartwright
- Brad Carter como Leland Gruen
- Ron Yuan como Ryu Tom
- Billy Brown como August Marks
- Michael Shamus Wiles como Jury White
- Malcolm-Jamal Warner como Sticky
- Tony Curran como Gaines
- Douglas Bennet como Orlin West
- Kim Dickens como Colette Jane
- Reynaldo Gallegos como Fiasco
- Bob McCracken como Brendan Roarke
- Alan O'Neill como Hugh

### Estrelas convidadas
- Inbar Lavi como Winsome
- Olivia Burnette como Mulher Sem-Teto
- Jenna Jameson como Diretora de Filmes Pornográficos
- Lea Michele como Gertie
- Alicia Coppola como Mildred Treal
- Hal Holbrook como Nate Madock
- Charisma Carpenter como Carol

## Episódios
| N.º na série | N.º na temp. | Título                                                           | Dirigido por   | Escrito por                                  | Exibição original      | Cód. de produção | Audiência (milhões) |
| --- | ------------ | ---------------------------------------------------------------- | -------------- | -------------------------------------------- | ---------------------- | ---------------- | ------------------- |
| 80 | 1            | "Black Widower" "(Viúvo Negro)" (BR)                             | Paris Barclay  | Kurt Sutter                                  | 9 de setembro de 2014  | 7WAB01           | 6.20                |
| Após a morte de Tara, Jax coloca a vingança como prioridade do clube. Enquanto isso, Juice começa a se esconder do clube devido às suas ações.                                                                    |              |                                                                  |                |                                              |                        |                  |                     |
| 81 | 2            | "Toil and Till" "(Trabalho e Cultivo)" (BR)                      | Billy Gierhart | Charles Murray & Kurt Sutter                 | 16 de setembro de 2014 | 7WAB02           | 4.83                |
| SAMCRO solicita ajuda de outro clube para fazer um trabalho complicado. Além disso, Unser decide investigar o assassinato de Tara.                                                                                |              |                                                                  |                |                                              |                        |                  |                     |
| 82 | 3            | "Playing with Monsters" "(Brincando com Monstros)" (BR)          | Craig Yahata   | Peter Elkoff & Kurt Sutter                   | 23 de setembro de 2014 | 7WAB03           | 4.13                |
| SAMCRO aproveita uma oportunidade para garantir uma aliança importante. Juice entra em contato com Chibs, apenas para descobrir que suas ações são irreparáveis.                                                  |              |                                                                  |                |                                              |                        |                  |                     |
| 83 | 4            | "Poor Little Lambs" "(Pobre Carneirinho)" (BR)                   | Guy Ferland    | Kem Nunn & Kurt Sutter                       | 30 de setembro de 2014 | 7WAB04           | 4.04                |
| Um esforço passado para ajudar um aliado leva a problemas com outro. Além disso, a retaliação de outro clube resulta em consequências mortais.                                                                    |              |                                                                  |                |                                              |                        |                  |                     |
| 84 | 5            | "Some Strange Eruption" "(Uma Estranha Erupção)" (BR)            | Peter Weller   | Roberto Patino & Kurt Sutter                 | 7 de outubro de 2014   | 7WAB05           | 4.32                |
| Procurar a fonte de uma traição leva à violência em Stockton Ports. Enquanto isso, Gemma decide tomar as rédeas da situação.                                                                                      |              |                                                                  |                |                                              |                        |                  |                     |
| 85 | 6            | "Smoke 'em if You Got 'em" "(Faça O Que Quiser, Se Puder!)" (BR) | Guy Ferland    | Mike Daniels & Kurt Sutter                   | 14 de outubro de 2014  | 7WAB06           | 4.42                |
| Jax aproveita das alianças em mudança para proteger o MC e acertar as contas. Além disso, Juice busca ajuda de um antigo clube rival com uma agenda própria.                                                      |              |                                                                  |                |                                              |                        |                  |                     |
| 86 | 7            | "Greensleeves"                                                   | Paris Barclay  | Gladys Rodriguez & Josh Botana & Kurt Sutter | 21 de outubro de 2014  | 7WAB07           | 4.29                |
| Para minar um poderoso inimigo do clube, SAMCRO faz uma aliança desconfortável. As coisas pioram quando um membro importante do SAMCRO se torna alvo de uma nova ameaça.                                          |              |                                                                  |                |                                              |                        |                  |                     |
| 87 | 8            | "The Separation of Crows" "(A Separação dos Corvos)" (BR)        | Charles Murray | Peter Elkoff & John Barcheski & Kurt Sutter  | 28 de outubro de 2014  | 7WAB08           | 3.94                |
| O clube concentra-se em descobrir um traidor com a busca de um membro desaparecido em um impasse. Enquanto isso, Jax recebe notícias inesperadas sobre a morte de seu pai.                                        |              |                                                                  |                |                                              |                        |                  |                     |
| 88 | 9            | "What a Piece of Work Is Man" "(A Que Ponto o Homem Chega)" (BR) | Peter Weller   | Mike Daniels & Roberto Patino & Kurt Sutter  | 4 de novembro de 2014  | 7WAB09           | 3.88                |
| O clube lida com tristeza internamente e conflito com a organização em geral. Enquanto isso, Unser e Jarry se aproximam da verdade sobre o assassinato de Tara.                                                   |              |                                                                  |                |                                              |                        |                  |                     |
| 89 | 10           | "Faith and Despondency" "(Fé e Desânimo)" (BR)                   | Paris Barclay  | Kem Nunn & Gladys Rodriguez & Kurt Sutter    | 11 de novembro de 2014 | 7WAB10           | 4.38                |
| O amor está no ar para os membros do SAMCRO, mas a morte prevalece. Abel causa circunstâncias que não agradam a Jax e Gemma.                                                                                      |              |                                                                  |                |                                              |                        |                  |                     |
| 90 | 11           | "Suits of Woe" "(Vestes de Mágoa)" (BR)                          | Peter Weller   | Peter Elkoff & Mike Daniels & Kurt Sutter    | 18 de novembro de 2014 | 7WAB11           | 4.62                |
| A organização SOA pressiona o SAMCRO enquanto Jax finalmente se depara com uma verdade devastadora sobre a morte de Tara.                                                                                         |              |                                                                  |                |                                              |                        |                  |                     |
| 91 | 12           | "Red Rose" "(Rosa Vermelha)" (BR)                                | Paris Barclay  | Kurt Sutter & Charles Murray                 | 2 de dezembro de 2014  | 7WAB12           | 5.05                |
| Com as tensões aumentando e verdades finalmente reveladas, Jax deve tomar sua decisão final. Enquanto isso, Gemma faz uma visita a um membro antigo da família, e Juice decide seu próprio destino.               |              |                                                                  |                |                                              |                        |                  |                     |
| 92 | 13           | "Papa's Goods" "(Legado do Papai)" (BR)                          | Kurt Sutter    | Kurt Sutter                                  | 9 de dezembro de 2014  | 7WAB13           | 6.40                |
| Fantasmas pairam enquanto Jax toma as últimas medidas para cumprir o legado de seu pai. Além disso, Jax assume a missão de eliminar as pontas soltas, enquanto o SAMCRO finalmente abole sua "regra não escrita". |              |                                                                  |                |                                              |                        |                  |                     |

## Produção
Embora Sons of Anarchy se passe no Vale Central da Califórnia do Norte (com algumas cenas na Área da Baía), foi filmado principalmente no Estúdio Occidental, Fase 5A, em North Hollywood. Os principais cenários localizados lá incluíam o clube, o Hospital St. Thomas e a casa de Jax. As salas de produção do estúdio utilizadas pela equipe de roteiristas também serviam como delegacia de Charming. Cenas externas eram frequentemente filmadas nas proximidades de Sun Valley, Acton, Califórnia, e Tujunga.
Sons of Anarchy foi renovada para uma sétima e última temporada que começou a ser transmitida em setembro de 2014. Ron Perlman e Maggie Siff não retornaram, pois seus personagens foram mortos no final da sexta temporada. Drea de Matteo, David LaBrava e Niko Nicotera foram promovidos para o elenco principal. Robert Patrick, Emilio Rivera e Billy Brown retornaram em seus papéis de convidados recorrentes, assim como CCH Pounder, Peter Weller e Kim Dickens, mas apenas para aparições limitadas. Marilyn Manson participou como convidado interpretando um viciado em drogas que é membro de alto escalão de uma seita neonazista na prisão. Malcolm-Jamal Warner se juntou ao elenco para um papel recorrente. A atriz Lea Michele, conhecida por seu papel em Glee, também fez uma participação especial como uma garçonete de parada de caminhões e mãe solteira no sexto episódio da temporada. A atriz Charisma Carpenter, conhecida por seu papel em Buffy the Vampire Slayer e Angel, também fez uma participação especial como diretora administrativa em uma instalação médica.

## Recepção
A última temporada recebeu críticas geralmente favoráveis. No Metacritic, a temporada obteve uma pontuação de 68% com base em avaliações de 6 críticos. No site agregador de críticas Rotten Tomatoes, a temporada possui uma taxa de aprovação de 83% com base em 186 avaliações. O consenso crítico do site diz: "A última temporada de Sons of Anarchy se aproxima do final da série com personagens bem desenvolvidos e tramas claramente definidas, sem perder nenhuma das ações arrepiantes que a série apresenta."